# Bunuri mobile din domeniul medalistică clasate în patrimoniul cultural național al României aflate în județul Botoșani
Acestă listă conține bunurile mobile din domeniul medalistică clasate în Patrimoniul cultural național al României aflate la momentul clasării în județul Botoșani.

## Fond
| Foto | Informații generale                                                  | Detalii tehnice                                | Descriere | Deținător                          | Legături |
| ---- | -------------------------------------------------------------------- | ---------------------------------------------- | --- | ---------------------------------- | -------- |
|      | Medalie iubitului profesor și marelui român Nicolae Iorga. 1871-1921 | Datare: 1921 Material: bronz; turnare; gravare | Descriere avers: Imaginea este realizată din profil, turnată în bronz, circular și îl reprezintă pe Nicolae lorga în costum și cu cravată, în jurul vârstei de 50 de ani. Descriere revers: Pe revers este o reprezentare alegorică a înțelepciunii (femeie încoronată cu lauri care ține în mâna dreaptă o bufniță). Legendă revers: Profesorului Nicolae lorga din partea admiratorilor și a foștilor elevi, cu ocazia implinirii vârstei de 50 de ani 1921. | Muzeul Județean Botoșani, Botoșani | Cimec    |